# او-۶۱ (کریگس‌مارینه)
او-۶۱ (به آلمانی: U-61) یک او-بوت آلمانی بود. این زیردریایی در سال ۱۹۳۹ ساخته شد.